# Denmark Open 1951
Die Denmark Open 1951 im Badminton fanden vom 12. bis zum 15. April 1951 in Kopenhagen statt.

## Finalergebnisse
| Disziplin    | Sieger                          | Finalist                       | Ergebnis           |
| ------------ | ------------------------------- | ------------------------------ | ------------------ |
| Herreneinzel | Wong Peng Soon                  | Eddy Choong                    | 15-8, 15-5         |
| Dameneinzel  | Tonny Olsen                     | Aase Svendsen                  | 11-2, 11-3         |
| Herrendoppel | Ong Poh Lim Ismail Marjan       | Jørn Skaarup Preben Dabelsteen | 15-9, 15-5         |
| Damendoppel  | Tonny Ahm Kirsten Thorndahl     | Aase Svendsen Inge Sørensen    | 16-17, 18-13, 15-4 |
| Mixed        | Arve Lossmann Kirsten Thorndahl | Ib Olesen Aase Svendsen        | 10-15, 17-15, 15-2 |